# 東涌道北
東涌道北（英語：Tung Chung Road North）是位於離島區東涌。由東涌逸東邨至東涌馬灣涌。

## 歷史
東涌道在1966年9月28日，由港督戴麟趾主持開通典禮。早期為一條單線雙程行車的道路，途中設有多個避車處，及後因青嶼幹線通車及北大嶼山新市鎮首期入伙，令居民及遊人改選使用東涌道進出大嶼山南部地區，使東涌道的車流量超出負荷。故在1998年開始，路政署在東涌道進行多項小型的改善工程，包括擴闊部份路段及增加避車處數目；及後政府於2004年6月開展更全面的「東涌道改善工程」，當中包括將龍井頭至伯公坳一段長3.6公里的東涌道改為雙線不分隔道路；在伯公坳與長沙䃟石灣之間築建一條長2.6公里的全新雙線不分隔道路，包括總長度為750米的高架道路構築物；在東涌道沿線闢設21個避車處／巴士停車處；以及在䃟石灣基督教女青年會營地附近闢設一個迴旋處，與嶼南道交匯。工程已於2009年1月完成，並於2009年2月6日早上十時起正式開放通車。
此外，隨着東涌西部的開發（興建逸東邨），東涌道亦被分為兩段，第一段由長沙大橋至東涌壩尾村，第二段由東涌松仁路迴旋處至東涌馬灣涌（舊碼頭），後者在2008年7月11日開始已改稱為東涌道北；而斷開的一部份路段後來改名為翠群徑。